# Gerald Ortner
Gerald Ortner (* 1974 in Innsbruck) ist ein österreichischer Polizist und Verwaltungsjurist sowie Landespolizeidirektor der Steiermark.

## Werdegang
Nach seiner Matura im Jahr 1992 am Akademischen Gymnasium in Innsbruck, erbrachte Ortner seinen Präsenzdienst in Vorarlberg. Seinen Dienst in der Sicherheitsexekutive begann er 1993 mit der Grundausbildung zum Gendarmeriebeamten im Bildungszentrum Absam-Wiesenhof. Danach versah er seinen Dienst am Gendarmerieposten in Kematen in Tirol von 1995 bis 2002. Während dieser Zeit absolvierte Ortner von 1999 bis 2002 die Ausbildung zum Dienstführenden an der Gendarmeriezentralschule in Mödling. Ab 2002 wechselte Ortner in die Sicherheitsdirektion Tirol als Kriminalbeamter und war dort bis 2007 tätig. Im selben Zeitraum studierte er Jus und spondierte 2007 zum Mag. iur. Darauffolgend war Ortner in der Sicherheitsdirektion juristischer Referent für verwaltungspolizeiliche Agenden, insbesondere für Fremden- und Grenzkontrollangelegenheiten. Ab 2011 wechselte er ins Bundeskriminalamt nach Wien, um noch im selben Jahr bis 2013 als juristischer Referent im Bundesministerium für Inneres seine Tätigkeit aufzunehmen. Ab dem Jahr 2013 studierte Ortner an Fachhochschule Wiener Neustadt das Fach „Strategisches Sicherheitsmanagement“ und schloss dieses im Jahr 2015 mit der Sponsion zum „Master of Arts in Security Management“ ab. Währenddessen erlangte er am Anfang 2014 die Position des Regionaldirektors der Steiermark im Bundesamt für Fremdenwesen und Asyl. Mit 2. Juli 2017 übernahm Ortner den Posten des Landespolizeidirektors von seinem Vorgänger Josef Klamminger, nachdem er sich im Bewerbungsverfahren gegen sieben Mitbewerber durchgesetzt hatte. Er ist damit der jüngste der aktuellen Landespolizeidirektoren.
2018 äußerte sich Ortner kritisch über eine E-Mail des Innenministeriums, die „Anregungen“ zur Öffentlichkeitsarbeit enthielt.

## Privates
Ortner ist verheiratet, zweifacher Vater und lebt in der Weststeiermark.